# Oreiscelio
Oreiscelio (лат.) — род наездников из семейства Platygastridae (или Scelionidae, по другим классификациям).

## Распространение
Афротропика, Мадагаскар, Сейшельские острова, Аравийский полуостров.

## Описание
Эндопаразиты (яйцееды) средних размеров, длина 2,1—4,1 мм, тело вытянутое, буровато-чёрное. Род близок по строению к роду Heptascelio, но отличается от него и других родов комбинацией нескольких признаков: двузубчатый метаскутеллюм, наличие поперечного фронтального валика, сильно поперечные членики усика антенномеры A4-A6. Усики 12-члениковые у обоих полов. Щупики: 3-члениковые максиллярные и 2-члениковые лабиальные. Хозяева не известны, но у близких родов (Heptascelio Kieffer, Pseudoheptascelio Szabó, Scelio Latreille, Sceliocerdo Muesebeck, Synoditella Muesebeck) в качестве хозяев фигурируют саранчовые (Acridoidea).

## Систематика
Известно около 20 видов. Род Oreiscelio был первоначально описан в 1910 году (Kieffer, 1910a) на основании небольшой серии самок, собранных на Сейшельских островах во время экспедиции Percy Sladen Trust Expedition, проходившей в 1908—1909 годах. С тех пор, только три энтомолога нашли и описали ещё несколько видов за несколько десятилетий поисков. Два вида (Oreiscelio turneri Nixon и Oreiscelio rugosus Sundholm) были описаны из Южной Африки в 1933 и 1970 годах, соответственно. В 1950 году был описан ещё один вид (Oreiscelio alluaudi Risbec) с Мадагаскара, но в составе другого рода: Lepidoscelio Kieffer. Позднее (Masner, 1976) этот вид был перенесён в состав Oreiscelio, а в результате ревизии сам род включён в состав трибы Scelionini.

## Список видов
- Oreiscelio aequalis Talamas, 2009 — Центрально-Африканская Республика
- Oreiscelio badius Talamas & Johnson, 2009 — Ботсвана
- Oreiscelio coracinus Talamas & Johnson, 2009 — Ботсвана, Камерун, Кения, Малави, Нигерия, Южная Африка, Танзания, Уганда, Йемен, Зимбабве
- Oreiscelio cultrarius Talamas, 2009 — Танзания
- Oreiscelio gryphus Talamas & Johnson, 2009 — Камерун, Центрально-Африканская Республика
- Oreiscelio iommii Talamas, 2009 — Южная Африка
- Oreiscelio magnipennis Talamas, 2009 — Кения, Уганда
- Oreiscelio majikununuensis van Noort, 2009 — Танзания
- Oreiscelio megadontus Talamas, 2009 — Танзания
- Oreiscelio naevus Talamas & Johnson, 2009 — Мадагаскар
- Oreiscelio paradoxus Talamas, 2009 — Зимбабве, Уганда
- Oreiscelio alluaudi (Risbec, 1950) — Мадагаскар
- Oreiscelio rostratus Talamas & Masner, 2009 — Мадагаскар
- Oreiscelio rugosus Sundholm, 1970 — Южная Африка
- Oreiscelio scapularis Talamas, 2009 — Мадагаскар
- Oreiscelio sechellensis Kieffer, 1912 — Сейшельские острова
- Oreiscelio turneri Nixon, 1933 — Ботсвана, Замбия, Зимбабве, Кения, Малави, Мозамбик, Намибия, Сомали, Танзания, Южная Африка[4]
- Oreiscelio zulu Talamas & Polaszek, 2009 — Южная Африка
- Oreiscelio zuzkae Talamas & Johnson, 2009 — Бенин, Берег Слоновой Кости, Демократическая Республика Конго, Гвинея, Зимбабве, Нигерия, Танзания, Центрально-Африканская Республика, Южная Африка
- Другие виды.[2]